# Malik Nabers
Malik Nabers (geboren am 28. Juli 2003 in Louisiana) ist ein US-amerikanischer American-Football-Spieler auf der Position des Wide Receivers. Er spielte College Football für die LSU Tigers und wurde im NFL Draft 2024 in der ersten Runde von den New York Giants ausgewählt.

## Karriere
Nabers besuchte drei Jahre lang die Ovey Comeaux High School in Lafayette, Louisiana. An der Highschool spielte er Football sowie Basketball und war als Leichtathlet aktiv. Für sein letztes Highschooljahr wechselte Nabers nach einem Umzug seiner Familie auf die Southside High School in Youngsville. Da ihm nach dem Schulwechsel keine Spielberechtigung für sein neues Team erteilt wurde, musste Nabers die Saison 2020 aussetzen und konnte nur am Training teilnehmen.
Ab 2021 ging Nabers auf die Louisiana State University, um College Football für die LSU Tigers zu spielen. Obwohl er die Vorsaison an der Highschool verpasst hatte, konnte er sich mit guten Leistungen in der Saisonvorbereitung für einen Platz in der Stammformation empfehlen, bis ihn eine Schulterverletzung ausbremste, wegen der er auch die ersten beiden Spiele der Saison verpasste. Anschließend spielte er in sechs von elf Spielen als Starter und fing 28 Pässe für 417 Yards und vier Touchdowns. In der Saison 2022 konnte Nabers 72 Pässe für 1017 Yards und drei Touchdowns fangen und spielte 11 von 14 Partien als Starter. Im Bowl Game zum Saisonabschluss, dem Citrus Bowl, fing er neun Pässe für 163 Yards und einen Touchdown, zudem warf er bei einem Trickspielzug einen Touchdownpass. Nabers wurde als MVP des Spiels ausgezeichnet.
In der Saison 2023 fing Nabers 89 Pässe für 1569 Yards – jeweils Bestwerte in der Southeastern Conference (SEC) – und 14 Touchdowns. Mit 120,7 Yards pro Spiel erzielte er die meisten Yards pro Spiel in der gesamten NCAA Division I FBS. Zusammen mit seinem Teamkollegen Brian Thomas Jr. verhalf er Quarterback Jayden Daniels zum Gewinn der Heisman Trophy. Nabers wurde in das All-Star-Team der SEC sowie zum Unanimous All-American gewählt. Bei der Wahl zum Fred Biletnikoff Award war er Finalist und unterlag mit nur einer Stimme Marvin Harrison Jr. Nach Saisonende gab Nabers seine Anmeldung für den NFL Draft 2024 bekannt. In insgesamt 38 Spielen für die LSU Tigers, davon 31 als Starter, fing Nabers 189 Pässe für 3003 Yards und stellte damit jeweils neue Bestwerte bei den Tigers auf, dabei gelangen ihm 21 Touchdowns.